# Azorubine
Azorubine is een rode synthetische azokleurstof.
Als additief is het in de EU toegestaan onder E-nummer E122 met een aanvaardbare dagelijkse inname van 4 mg/kg. Azorubine wordt echter afgeraden voor mensen met astma en in combinatie met aspirine.
Azorubine behoort tot de additieven waarvan de Britse voedingsautoriteit in september 2007 aangaf dat het verminderen van het gebruik bij hyperactieve kinderen mogelijk enig positief effect kan hebben.